# مارکو آملیا
مارکو آملیا (زاده ۲ آوریل ۱۹۸۲) دروازه‌بان فوتبال بازنشسته اهل ایتالیاست.
او در ۹ بازی از سنگر تیم ملی ایتالیا دفاع کرده‌است. وی همجنین در رقابت‌های یورو ۲۰۰۸ به عنوان دروازه‌بان ذخیره حضور داشته‌است.